# Ruta 19 (Uruguai)
A Ruta 19 é uma rodovia descontinuada do Uruguai que atravessa o país de leste a oeste, percorrendo os departamentos de Durazno, Treinta y Tres e Rocha.
Segundo a lei 15497, esta estrada foi nomeada "Coronel Lorenzo Latorre", em 9 de dezembro de 1983. Posteriormente, foram renomeados dois trechos; o primeiro deles foi o segmento compreendido entre a Ruta 6 e a Ruta 7, nomeado como "General Basilio Muñoz", através da lei 16365 de 13 de maio de 1993; o segundo trecho foi o compreendido entre a Ruta 15 e a cidade de Chuy, renomeado por meio da lei 17814 de 6 de setembro de 2004, com o nome de "Horacio Arredondo".